# National Mutual Insurance Federation of Agricultural Cooperatives
National Mutual Insurance Federation of Agricultural Cooperatives (также известная как JA Kyosai) — японская страховая компания, часть Группы сельскохозяйственных кооперативов (в которую также входит Norinchukin Bank).
В 1947 году в Японии был принят закон о сельскохозяйственных кооперативах, уже в следующем году на Хоккайдо появилась первая страховая компания при таком кооперативе. В 1951 году была создана Национальная федерация взаимного страхования сельскохозяйственных кооперативов, которая первоначально занималась страхованием недвижимости кооперативов, но вскоре расширила сферу деятельности и на другие виды страхования (в 1952 году страхование жизни, 1955 году страхование от пожаров, 1961 году детское страхование, 1963 году автострахование). В 1964 году Федерация вошла в страховой комитет Международного альянса кооперативов (с 1993 года Международная федерация кооперативного и взаимного страхования, International Cooperative and Mutual Insurance Federation). В 1989 году в Лондоне было открыто европейское отделение Федерации. В 2001 году было начато партнёрство со страховой компанией Kyoei Fire & Marine Insurance Company, которая с 2003 года стала дочерней структурой федерации.
Комеания занимается страхованием членов сельскохозяйственных кооперативов — страхование жизни, медицинское страхование, страхование имущества, автострахование. Страховые премии за финансовый год, закончившийся 31 марта 2021 года составили 4,63 трлн иен, инвестиционный доход — 1,09 трлн иен, страховые выплаты — 5,29 трлн иен.